# Парсьё
Парсьё (фр. Parcieux) — коммуна во Франции, находится в регионе Рона — Альпы. Департамент — Эн. Входит в состав кантона Рерьё. Округ коммуны — Бурк-ан-Брес.
Код INSEE коммуны — 01285.

## География
Коммуна расположена приблизительно в 380 км к юго-востоку от Парижа, в 18 км севернее Лиона, в 45 км к юго-западу от Бурк-ан-Бреса.
На западе коммуны протекает река Сона.

## Климат
Климат полуконтинентальный с холодной зимой и тёплым летом. Дожди бывают нечасто, в основном летом.

## Население
Население коммуны на 2010 год составляло 1095 человек.
| 1962 | 1968 | 1975 | 1982 | 1990 | 1999 | 2010 |
| ---- | ---- | ---- | ---- | ---- | ---- | ---- |
| 408  | 438  | 481  | 652  | 784  | 914  | 1095 |

## Администрация
| Период | Период | Фамилия          | Партия | Примечания |
| ------ | ------ | ---------------- | ------ | ---------- |
| 1959   | 1991   | Жорж Шаландон    |        |            |
| 1992   | 2012   | Франсуа Тавернье |        |            |
| 2012   | 2014   | Ксавье Шаландон  |        |            |
| 2014   | 2020   | Венсан Лотье     |        |            |

## Экономика
В 2010 году среди 722 человек трудоспособного возраста (15—64 лет) 549 были экономически активными, 173 — неактивными (показатель активности — 76,0 %, в 1999 году было 75,2 %). Из 549 активных жителей работали 511 человек (270 мужчин и 241 женщина), безработных было 38 (23 мужчины и 15 женщин). Среди 173 неактивных 89 человек были учениками или студентами, 58 — пенсионерами, 26 были неактивными по другим причинам.